# Hersilia mainae
Hersilia mainae är en spindelart som beskrevs av Baehr 1995. Hersilia mainae ingår i släktet Hersilia och familjen Hersiliidae.
Artens utbredningsområde är Western Australia. Inga underarter finns listade i Catalogue of Life.